# Port of Spain
Port of Spain (in spagnolo Puerto España; letteralmente "Porto di Spagna") è la capitale di Trinidad e Tobago. È situata nella zona nord-occidentale dell'isola Trinidad ed è la città principale del paese, con una popolazione di 330 000 abitanti. È anche uno dei maggiori porti del Mar dei Caraibi, con un'economia basata sul turismo.

## Storia
La città è stata fondata dagli spagnoli in sostituzione di un villaggio di abitanti locali, chiamato Cumucarapo. Alla fine del XVIII secolo, la capitale fu spostata a San José de Oruña, dall'ultimo governatore, José María Chacón. Il Regno Unito conquistò l'isola nel 1797 e Port of Spain fu proclamata prima capitale della colonia e poi, dopo l'indipendenza, capitale del paese. Dal 1958 al 1962 ha svolto inoltre il ruolo di capitale della Federazione delle Indie Occidentali.

## Clima
| Port of Spain       | Mesi | Mesi | Mesi | Mesi | Mesi | Mesi | Mesi | Mesi | Mesi | Mesi | Mesi | Mesi | Stagioni | Stagioni | Stagioni | Stagioni | Anno  |
| Port of Spain       | Gen  | Feb  | Mar  | Apr  | Mag  | Giu  | Lug  | Ago  | Set  | Ott  | Nov  | Dic  | Inv      | Pri      | Est      | Aut      | Anno  |
| ------------------- | ---- | ---- | ---- | ---- | ---- | ---- | ---- | ---- | ---- | ---- | ---- | ---- | -------- | -------- | -------- | -------- | ----- |
| T. max. media (°C)  | 30,3 | 30,7 | 31,4 | 32,2 | 32,0 | 31,3 | 31,1 | 31,3 | 31,8 | 31,6 | 31,3 | 30,9 | 30,6     | 31,9     | 31,2     | 31,6     | 31,3  |
| T. min. media (°C)  | 20,9 | 20,6 | 20,9 | 21,9 | 22,8 | 22,7 | 22,5 | 22,4 | 22,4 | 22,6 | 22,1 | 21,3 | 20,9     | 21,9     | 22,5     | 22,4     | 21,9  |
| Precipitazioni (mm) | 67   | 50   | 37   | 51   | 69   | 190  | 204  | 243  | 207  | 173  | 183  | 135  | 252      | 157      | 637      | 563      | 1 609 |

## Cultura e intrattenimento
A Port of Spain si celebrano le manifestazioni principali del Carnevale Caraibico dell'isola noto come Carnevale di Trinidad e Tobago.

## Amministrazione

### Gemellaggi
Port of Spain è gemellata con:
- Saint Catharines
- Morne-à-l'Eau
- Georgetown
- Lagos
- Atlanta
- Richmond

## Infrastrutture e trasporti
La città è servita dall'Aeroporto Internazionale di Piarco.